# La Chance et l'Amour
Pour plus de détails, voir Fiche technique et Distribution.
La Chance et l'Amour est un film franco-italien de Claude Berri, Charles Bitsch, Éric Schlumberger et Bertrand Tavernier sorti en 1964.

## Synopsis
Quatre sketches : Le Jeu de la chance - Les Fiancés de la chance - Lucky la chance - La Chance du guerrier

## Fiche technique
- Titre original français : La Chance et l'Amour
- Titre italien : L'amore e la chance
- Réalisation : Claude Berri, Charles L. Bitsch, Éric Schlumberger, Bertrand Tavernier et, pour les séquences de liaison : Claude Chabrol
- Assistant réalisateur : Philippe Fourastié
- Scénario : Charles L. Bitsch, Éric Schlumberger et Bertrand Tavernier
- Musique : Antoine Duhamel et pour la La Marche du guerrier : Francis Lai
- Photographie : Alain Levent
- Son : Jean-Claude Marchetti
- Mixage : Jean Nény
- Montage : Armand Psenny
- Production : Georges de Beauregard
- Sociétés de production : Rome-Paris Films - Les Productions Georges de Beauregard - Rotor Films
- Société de distribution : Comacico
- Format : 1,66
- Procédé : Noir et blanc
- Laboratoire : L.T.C. Saint-Cloud
- Pays :  France /  Italie
- Genre : Film à sketches
- Durée : 105 minutes
- Date de sortie :
  - Allemagne de l'Ouest : 30 octobre 1964
  - Italie : 28 décembre 1964
  - France : 30 décembre 1964
- Affiche : Jouineau Bourduge (France)

## Distribution
- Michel Auclair : Alain Lorrière, un tueur à gages
- Francis Blanche : l'adjudant
- Bernard Blier : Camilly, un chef de bande
- Irán Eory : Sophie, la maîtresse de Camilly
- Antonello Campodifiori : un truand
- Georges Carpentier : lui-même
- Sophie Desmarets : Léa Anders, la directrice du magazine féminin
- Jacques Perrin : Marc Bizet, le jeune amoureux d'Hélène
- Michel Piccoli : Philippe Decharme, un journaliste
- Sofia Torkelli : Lucky Lubeck, sa compagne
- Raffaella Carrà : Lisa, son amie italienne
- Stefania Sandrelli : Hélène Feuillard
- Dani l'amie d'Hélène
- Paulette Dubost : Amélie Bizet, la mère pharmacienne de Marc
- Jeanne Fusier-Gir : Mme Pillaud
- Rellys : le curé
- Roger Dumas : le soldat Taupin
- Hubert Deschamps : le soldat Deschamps
- Marcel Pérès : M. Feuillard, le boucher
- Pierre Leproux : Charles Bizet, le père pharmacien de Marc
- Maurice Chevalier : lui-même
- Roger Trapp  : un soldat
- Georges de Caunes : lui-même
- Claude Confortès : un soldat
- Volker Schlöndorff : un militaire allemand